# Prachometský kopec
Prachometský kopec är ett berg i Tjeckien.   Det ligger i regionen Karlovy Vary, i den västra delen av landet, 100 km väster om huvudstaden Prag. Toppen på Prachometský kopec är 780 meter över havet, eller 99 meter över den omgivande terrängen. Bredden vid basen är 14,3 km.
Terrängen runt Prachometský kopec är platt åt nordväst, men åt sydost är den kuperad. Runt Prachometský kopec är det glesbefolkat, med 9 invånare per kvadratkilometer. Närmaste större samhälle är Mariánské Lázně, 18,7 km väster om Prachometský kopec. I omgivningarna runt Prachometský kopec växer i huvudsak blandskog.